# 1227.
◄ | 12. stoljeće | 13. stoljeće | 14. stoljeće | ►
◄ | 1190-ih | 1200-ih | 1210-ih | 1220-ih | 1230-ih | 1240-ih | 1250-ih | ►
◄◄ | ◄ | 1224. | 1225. | 1226. | 1227. | 1228. | 1229. | 1230. | ► | ►►
Arhitektura • Astronomija • Glazba • Knjige • Književnost • Kršćanstvo • Medicina • Pravo • Promet • Znanost

## Događaji
- 11. siječnja – prvi spomen grada Požege u darovnici hrvatsko-ugarskog kralja Andrije II.

## Rođenja
- 30. rujna – Nikola IV., papa († 1292.)

## Smrti
- 18. kolovoza – Džingis-kan, osnivač mongolskog carstva

## Vanjske poveznice
|  | Zajednički poslužitelj ima još gradiva o temi 1227. |